# Királyok völgye 7

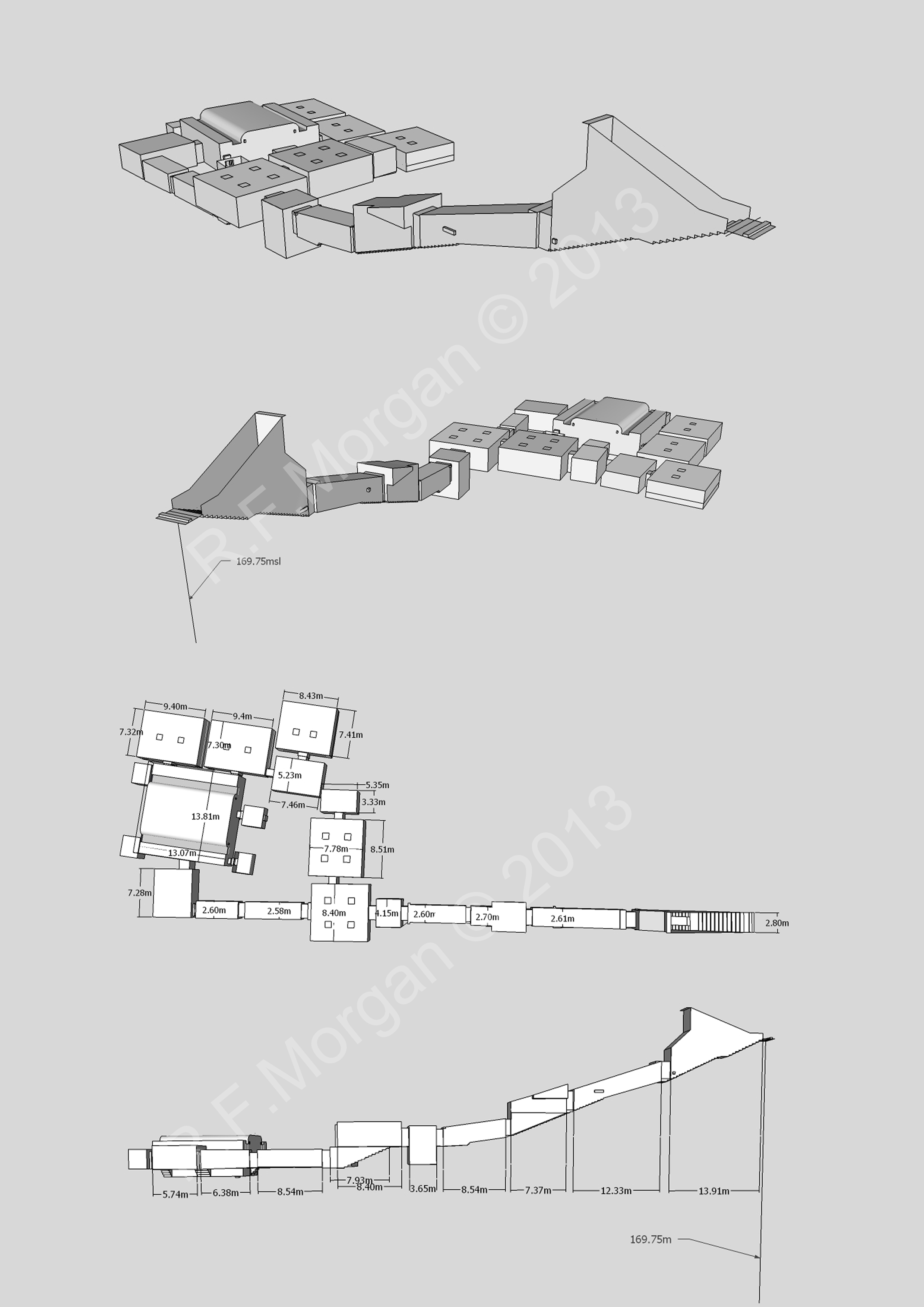
A sír izometrikus képe, alaprajza és oldalnézeti metszete egy 3D-modell alapján

A Királyok völgye 7 vagy rövidítve KV7 számú sír II. Ramszesz egyiptomi fáraó Királyok völgye-beli sírja. A fáraó teste alig kétszáz évig pihent itt, mivel a sírt már az ókorban kirabolták, és a további háborgatás elől a múmiát több más királyi múmiával együtt átvitték a Dejr el-Bahari-i rejtekhelyre.
Ramszesz más fáraókhoz hasonlóan már uralkodása elején kiválasztotta leendő sírja helyszínét a Királyok völgyében, hogy minél több ideje legyen elkészíttetnie. A ma KV7-es sír néven ismert sír közel fekszik a következő fáraó, Merenptah (KV8) és Ramszesz többi fia (KV5) sírjához. A síron a 2. uralkodási év telén kezdődött meg a munka; ezt bizonyítja, hogy az első folyosón a fáraó neve még nem Uszermaatré-Szetepenréként van feltüntetve, csak Uszermaatréként, ahogy társuralkodása idején és egyeduralmának első két évében használta. Az építési munkálatok tíz-tizenkét évig tarthattak.
A sír alapterülete több mint 868,4 m², ebből 181 magáé a sírkamráé; hossza 168,05 m. Ellentétben a legtöbb, az Amarna-kor után épült sírral, melyeknek helyiségei egyetlen tengely mentén helyezkednek el, Ramszesz sírja egy hosszabb egyenes szakasz után bekanyarodik, ahogyan az az Amarna előtti síroknál volt hagyomány. Stílusában azonban a sír nem tér vissza a régebbi hagyományokhoz, emiatt valószínű, hogy a szikla anyaga tette szükségessé ezt a változást (a közelben egy palás rész található, amit el kellett kerülni).
Ramszesz sírja az utolsó, melyen a díszítések még mind valódi domborműből állnak, a későbbi sírokon több jelenet már csak festve szerepelt. A díszítés témái hasonlóak Ramszesz apja, I. Széthi sírjáéhoz: a hagyományos, áldozatok bemutatását ábrázoló képek mellett a híres, túlvilággal kapcsolatos szövegek is megjelennek, például az Ämduat könyvéből és a Kapuk Könyve több kamra és folyosó falán elosztva; a szájmegnyitás szertartása a negyedik és ötödik folyosón, valamint a Halottak Könyve válogatott fejezetei.
A sír bejáratától rövid lépcső vezet le, majd balra fordulva egy ennél hosszabb lépcső indul lefelé. Ezt szintén hosszú lépcső követi, majd az első folyosó, amit újabb lépcső, majd a második folyosó követ. Ezután következik egy hat méter mély akna, melyet, a királysírok közt egyedülállóként, az Amduat-könyvből vett jelenetek díszítenek. Ezt az első oszlopos helyiség követi, ahol a díszítés témáját a Kapuk Könyve adja. Jobbra egy kisebb, szintén négyoszlopos helyiség nyílik, előre pedig egy lépcső vezet, ezen – és az ezt követő, a szájmegnyitás szertartásának jeleneteivel díszített hosszú folyosón – lehet lejutni az előkamrába. Ezt a helyiséget a Halottak Könyve 125. fejezetének jelenetei díszítenek – ezt az újítást a későbbi uralkodók is követték. Más jelenetek a szív megmérettetését ábrázolják.
Innen nyílik jobb oldal felé maga a sírkamra. Ebben nyolc oszlop áll. A szarkofágot középen helyezték el, nem hátul, ahogyan a legtöbb sírkamrában. A sírkamrából további kisebb helyiségek nyílnak, kétoldalt két-két kisebb – egyiküket az Égi tehén könyve jelenetei díszítik, egy másiknak díszítése nagyrészt a sírkamráét ismétli –, míg hátul két nagyobb, mindkettő kétoszlopos. A bal oldaliban a díszítés témája az Amduat-könyv, a jobb oldalié az Amduat-könyv és a Kapuk Könyve. A jobb oldali helyiségből újabb nyílik, ennek bejáratát Ízisz és Nebethet istennők képei őrzik; itt helyezték el a kanópuszedényeket. Ebből a helyiségből nyílik az utolsó kamra, ennek két oszlopa volt, falait a Halottak Könyve 110. fejezetével díszítették.
A sírt nem rejtették el túlságosan, helye közismert maradt a történelem folyamán. Emiatt már az ókorban kirabolták; a XX. dinasztia idejéből tudjuk, hogy III. Ramszesz uralkodása alatt betörtek ide és a hercegek sírjába, a KV5-be is. Miután Ramszesz testét elvitték a sírból, hogy a sírrablók ne háborgassák, a sírban gyakran tettek látogatást az erreutazók, amint azt az előkamrában és a sírkamrában talált, harmadik átmeneti kori és római kori cserépdarabok és falfirkák bizonyítják. Ezután az errefelé egyébként ritka, de az évezredek folyamán párszor előforduló nagy viharok miatti vízbeömlések fokozatosan törmelékkel töltötték fel a helyiségeket.
Henry Salt brit konzul, majd 1829-ben Jean-François Champollion is elkezdték megtisztítani a sírt. 1844-45-ben Richard Lepsiusnak még csak kúszva sikerült eljutnia a sírkamráig. Tőle származik a sír első részletes alaprajza, ezenkívül több olyan helyiség létezését is megsejtette, amelyeket akkor még nem fedeztek fel. A sír és közvetlen környéke első valódi feltárását azonban csak 1913-14-ben végezték, a brit Harry Burton vezetésével, őt követte Howard Carter 1917 és 1921 között. Ezek során az ásatások során találták meg a temetkezési kellékek első maradványait, melyeket most a New York-i Metropolitanben és a British Museumban őriznek.
A vízbetörések alaposan megrongálták a sírt; az idelátogató régészek közül többnek – köztük Champollionnak, Burtonnak és Carternek is az volt az érzése, hogy menthetetlen. A 20. század végén francia régészek tárták fel Christian Leblanc vezetésével. Az előkamra és a sírkamra feltárása fontos eredményeket hozott, többek közt megtalálták a szarkofág és a kanópuszedényeket tartalmazó láda maradványait. A töredékek alapján eldönthető, hogy a szarkofág múmia formájú volt, külsejét és belsejét a Kapuk Könyvéből vett idézetek borították. Tetejére a fáraó féldomborműves alakját faragták. A kanópuszedények ládáját egyetlen kalcittömbből faragták ki, és földbe vájt üregbe helyezték. Ez Ramszesz sírján kívül csak két, eddig ismert királysírban fordul elő: az I. Thotmeszében és a III. Amenhotepében. Ramszesz usébtijei közül többet is megtaláltak, és most a világ különböző egyiptológiai gyűjteményeiben őrzik őket; többségük fából és bronzból készült, egyikük kékes színű anhidritből.